# Sinfonía en la mayor (Saint-Saëns)

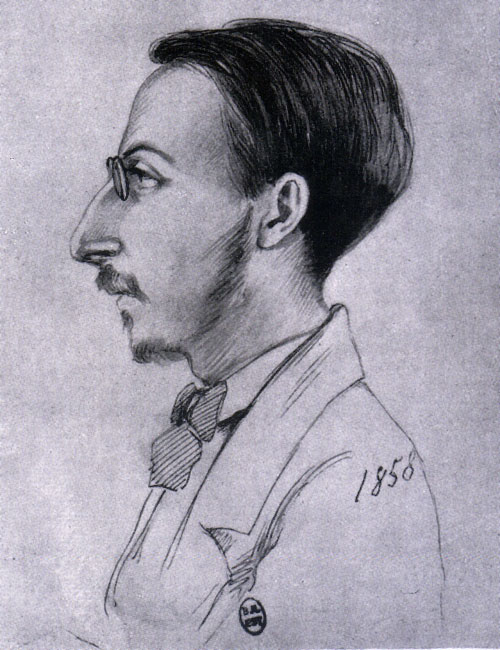
Saint-Saëns en 1858.

La Sinfonía en la mayor fue compuesta por Camille Saint-Saëns hacia 1850.

## Historia

### Composición
La trayectoria de Saint-Saëns en el género sinfónico ha quedado plasmada en cinco obras. Las dos primeras están sin numerar: la Sinfonía en la mayor de 1850 y la Sinfonía en fa mayor conocida como "Urbs Roma" o "Ciudad de Roma" de 1856. Las otras tres están numeradas: la Sinfonía n.º 1 en mi bemol mayor de 1853, la Sinfonía n.º 2 en la menor de 1859 y su famosa Sinfonía n.º 3 en do menor subtitulada "avec orgue" o "con órgano" de 1886.
La composición de esta obra tuvo lugar alrededor de 1850. De sus cinco sinfonías esta fue cronológicamente la primera en ser escrita, cuando el compositor tenía 15 años. Saint-Saëns se encontró en medio de los primeros estertores del Romanticismo en Francia: en 1827 Victor Hugo había publicado su prefacio a Cromwell, dando la espalda a las reglas clásicas de composición, seguido en 1830 por el estreno de la incandescente Sinfonía fantástica de Hector Berlioz. Cuando Camille ingresó en el Conservatorio de París en 1848, el movimiento estaba en pleno apogeo, con óperas como Robert le diable de Giacomo Meyerbeer y La juive de Jacques Fromental Halévy, que seguían arrasando. Saint-Saëns fue a verlas pero sus reacciones fueron, como poco, frías. En cambio siguió la pista de un compositor hoy olvidado, Henri Reber. Posteriormente describió a su mentor de la siguiente manera:

«Su espíritu se orientaba deliberadamente hacia el pasado, la exquisita urbanidad de sus modales traía a la mente la noción de los viejos tiempos; su pelo blanco podría haber sido empolvado, su levita era inconfundiblemente francesa, y parecía que, accidentalmente extraviado del siglo XVIII al XIX, vagaba como podría haberlo hecho un contemporáneo de Mozart, asombrado y algo escandalizado por nuestra música y nuestras costumbres... No era en absoluto improductivo, pero pertenecía a ese raro grupo de hombres que hablan en voz baja, evitan las largas arengas y no escriben nada sin propósito; en su música nunca hay una sola nota de más.»

Aunque esto no puede tomarse como un prospecto completo del carácter y la obra de Saint-Saëns, sí habla de una faceta de ellos que perduró hasta las encantadoras sonatas para viento de los años veinte. También alude decididamente a la Sinfonía en la mayor que escribió hacia 1850 como su primer ensayo de la década en ese género. Si no puede igualar al Octeto de Felix Mendelssohn en genio juvenil, es sin embargo asombroso para un joven de quince años en su savoir faire técnico, con suficientes toques imaginativos para mostrar que aquí había un buen compositor en ciernes.
La partitura autógrafa original se conserva en la actualidad en la Biblioteca Nacional de Francia y se puede consultar en línea.

### Publicación
La primera edición de la obra fue llevada a cabo de manera póstuma por la editorial Éditions Françaises de Musique en 1974.

## Instrumentación
La partitura está escrita para una orquesta formada por:
- Viento madera: 2 flautas, 2 oboes, 2 clarinetes, 2 fagotes.
- Viento metal: 2 trompas, 2 trompetas.
- Percusión: timbales.
- Cuerda: una sección de cuerdas con violines I y II, violas, violonchelos y contrabajos.

## Estructura y análisis
La sinfonía consta de cuatro movimientos:
- I. Poco adagio 4
4 – Allegro vivace, en la mayor 2
2
- II. Larghetto, en re mayor 3
4
- III. Scherzo vivace, en re mayor 3
4
- IV. Finale. Allegro molto 4
4 – Presto, en la mayor 2
4

La interpretación de la obra dura aproximadamente 25 minutos. 

### I.Poco adagio – Allegro vivace
El primer movimiento, Poco adagio – Allegro vivace, está escrito en la tonalidad de la mayor y en ritmo alla breve, si bien el Poco adagio está en 4/4. Se inicia con una breve introducción lenta que tiene cierto sabor a Franz Schubert o a Carl Maria von Weber. El movimiento propiamente dicho, marcado Allegro vivace, está teñido de los cabellos empolvados de Reber y animado por la famosa coletilla de cuatro notas del Finale de la Sinfonía Júpiter de Mozart. La exposición es breve ("nunca... una sola nota de más"), pero la preparación para la repetición es bastante larga.

### II.Larghetto
El segundo movimiento, Larghetto, está en re mayor y en compás de 3/4. El movimiento lento es suave al estilo de Felix Mendelssohn. Esto hace recordar la presencia de Saint-Saëns en las primeras representaciones parisinas de El sueño de una noche de verano y las sinfonías de este compositor alemán, así como la firme defensa que hizo de ellas frente a sus numerosos detractores. Hay tres apariciones del tema inicial, cada una más elaboradamente decorada que su predecesora y separadas por pasajes de pasión beethoveniana.

### III.Scherzo vivace
El tercer movimiento, Scherzo vivace, está de nuevo en re mayor y en 3/4. Para el scherzo y el trío, las fuerzas clásicas de la obra se reducen aún más a flauta, oboe y cuerdas, y aquí también actúa el fantasma de Beethoven, aunque ahora en un estado de ánimo soleado y reflexivo, con algunas suaves sorpresas.

### IV.Finale. Allegro molto – Presto
El cuarto y último movimiento, Finale. Allegro molto – Presto, retoma la tonalidad inicial y el compás es 2/4. En el enérgico Finale los violines llevan la indicación "leggiero, staccato", demostrando la opinión del compositor, incluso en su adolescencia, de que si él estaba preparado para trabajar, también debían hacerlo sus intérpretes. En este punto surge la magia de Mendelssohn, también recuerda a la Reina Mab del Roméo et Juliette de Berlioz. La conclusión es una coda marcada Presto para satisfacer a los intérpretes que aún sientan que es insuficiente.

## Discografía selecta
- 1974-75 – Jean Martinon, Orquesta Nacional de la ORTF (2 CD EMI). Sinfonías completas.
- 2000 – Ivan Anguélov, Orquesta Sinfónica de la Radio Eslovaca de Bratislava (CD Arte Nova Classic).
- 2018-19 – Thierry Fisher, Orquesta Sinfónica de Utah (3 CD Hyperion). Sinfonías completas.
- 2021 – Jean-Jacques Kantorow, Orquesta Filarmónica Real de Lieja (2 SACD BIS). Diapason d’Or. Sinfonías completas.
- 2021 – Cristian Măcelaru, Orquesta Nacional de Francia (3 CD Warner Classics). 5 Diapasones. Sinfonías completas.